# Life Is Killing Me
Life is Killing Me («Жизнь меня убивает») — шестой студийный альбом американской готик-метал-группы Type O Negative, вышедший в 2003 году и ставший последним альбомом группы, изданном на лейбле Roadrunner Records.
Первоначально альбом планировали назвать The Dream Is Dead, но в итоге группа отказалась от этого названия, потому что оно могло навести на мысль о распаде Type O Negative.

## Тематика
Две песни с альбома посвящены детским годам лидера Type O Negative Питера Стила. Песня «Todd’s Ship Gods (Above All Things)» названа в честь судостроительной верфи, на которой работал отец Стила. Песня «Nettie» рассказывает о матери Питера Стила, Анетт Ратайчик.
«I Like Goils» («Мне нравятся деффки», goils — это искажённое girls) — иронично-гомофобная песня, жёстко высмеивающая попытки геев-поклонников заигрывать с Питером.
Аббревиатура IYDKMIGTHTKY из песни «IYDKMIGTHTKY (Gimme That)» расшифровывается как «If You Don’t Kill Me I’m Going To Have To Kill You»: эта фраза неоднократно повторяется в течение песни.
Песня «Angry Inch» — это кавер-версия песни из бродвейского мюзикла Hedwig and the Angry Inch.
На песню I Don't Wanna Be Me был снят видеоклип, главный герой которого постоянно переодевается в других людей.

## Список композиций
1. «Thir13teen» — 1:07
2. «I Don’t Wanna Be Me» — 5:08
3. «Less Than Zero (<0)» — 5:25
4. «Todd’s Ship Gods (Above All Things)» — 4:10
5. «I Like Goils» — 2:35
6. «…A Dish Best Served Coldly» — 7:13
7. «How Could She?» — 7:35
8. «Life is Killing Me» — 6:35
9. «Nettie» — 4:46
10. «(We Were) Electrocute» — 6:38
11. «IYDKMIGTHTKY (Gimme That)» — 6:20
12. «Angry Inch» — 3:39
13. «Anesthesia» — 6:41
14. «Drunk in Paris» — 1:27
15. «The Dream is Dead» — 5:07

### Бонус-диск
В Европе альбом был выпущен с бонус-диском.
1. «Out of the fire (Kane’s Theme)» — 3:24
2. «Christian Woman (butt-kissing, sell-out version)» — 4:27
3. «Suspended in dusk» — 8:39
4. «Blood & Fire (Out Of The Ashes Mix)» — 4:36
5. «Black Sabbath» — 7:47 (кавер-версия песни Black Sabbath)
6. «Cinnamon Girl (Extended Depression Mix)» — 3:53
7. «Haunted (Per Version)» — 11:47

## Участники записи
- Питер Стил — вокал, гитара, бас-гитара, клавишные
- Джош Сильвер — клавишные, бэк-вокал
- Кенни Хики — гитара, бэк-вокал
- Джонни Келли — ударные, бэк-вокал